# Appenzeller Kantonalbank
Appenzeller Kantonalbank es el banco cantonal del Cantón de Appenzell Rodas Interiores. Su oficina principal se sitúa en Appenzell.
El 80% de los ingresos del banco provienen de intereses de préstamos.

## Presidentes
- 2004-2015: Hanspeter Koller[4]
- Desde 2015: Roman Boutellier[4]